# Maoridaphne
Maoridaphne là một chi ốc biển, là động vật thân mềm chân bụng sống ở biển trong họ Conidae.

## Các loài
Các loài thuộc chi Maoridaphne bao gồm:
- Maoridaphne supracancellata (Schepman, 1913)[2]